# Bossay-sur-Claise
Bossay-sur-Claise là một xã thuộc tỉnh Indre-et-Loire trong vùng Centre-Val de Loire ở miền trung nước Pháp.